# HMS Repulse (1916)
HMS Repulse (Корабль Его Величества «Рипа́лс», досл.: «Отпор») — британский линейный крейсер типа «Ринаун».
Потоплен налётом японских самолётов 10 декабря 1941 года вместе с линкором «Принц Уэльский».

## История создания

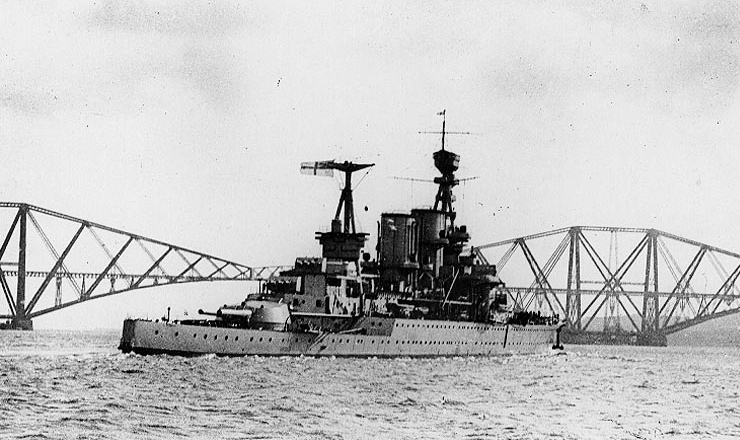

Кораблестроительная программа 1914 г. предусматривала постройку трёх линкоров типа «Роял Соверен», линейных крейсеров «Ринаун», «Рипалс», «Резистанс» (не закладывался). 13 мая 1914 года Адмиралтейский Комитет утвердил проектные документы на строительство и в июне объявили конкурс по результатам которого строительство «Рипалс» досталось частной судостроительной верфи «Пальмерс Шипбилдинг и Инжиниринг, К°», в Гринок, Ньюкасл. С началом войны работы были приостановлены, так как предполагалось, что война не затянется более 6 месяцев и к её окончанию строительство не закончат.
18 декабря Черчилль, под давлением им же назначенного Первого морского лорда адмирала Фишера (занимал пост с 30 октября 1914 — по январь 1916), добился от Кабинета министров согласия на постройку двух линейных крейсеров. Фишер обещал обеспечить постройку за 15 месяцев (фактически — 20).
19 декабря 1914 года начали разработку проекта, приняв за основу «Инвинсибл».
21 декабря отдел проектирования представил теоретические чертежи, а 24 декабря модель. 28 — Адмиралтейский Комитет одобрил проект. 29 декабря — Фишер провёл переговоры с представителями заинтересованных верфей. Решили возобновить аннулированные заказы на постройку «Рипалс» и «Ринаун», но строить их по другому проекту. 30 декабря — выдали официальное разрешение на постройку.
После этого контракт на постройку модифицированного «Рипалса» передали на «Джон Браун и К°» в Клайдбанке — «John Brawn & Co.Ltd, Shipbuilding & Engine Works» (Clydebank)
21 января 1915 года верфи получили документацию для начала работ.
25 января закладка киля (случайно ли — день рождения Фишера).
К 28 февраля отдел проектирования закончил разработку проектной документации.
Вес корабля при спуске на воду 15156 тонн. Стоимость постройки около 2,8 млн фунтов стерлингов

## Конструкция

### Корпус
Клёпанная конструкция, смешанный набор. Корпус разделён водонепроницаемыми переборками на 26 основных отсеков, а по высоте шестью палубами.
Двойное дно простирается на 83 % длины корабля.
Противоторпедных переборок не было.
Один полубалансирный руль.

### Главный калибр
Шесть орудий калибром 381 мм типа Mk.I.
- Длина орудия — 16,52 м (42 калибра).
- Масса ствола 97,3 т, механизма запирания — 2,7 т, снаряда — 872 кг (начальная скорость ~750 m/s)
- Скорострельность около 2 выстрелов/мин.
- Живучесть ствола 350 выстрелов.
- Боекомплект 120 снарядов на ствол.

Вес орудийной башни — 1039 т, включая 422 т вращающейся брони. Орудия в башне отделены бронированной перегородкой.
Диаметр барбета — 9,3 метра.
Расчёт башни — 75 человек.

### Противоминный калибр
При выборе калибра вспомогательной артиллерии на «Ринауне» и «Рипалсе» произошёл возврат к 102-мм орудиям. Фишер всегда протестовал против тяжёлой противоминной артиллерии на дредноутах, и в случае с новыми линейными крейсерами он смог настоять на замене вернувшегося было на линкоры и линейные крейсера 152-мм калибра более лёгким 102-мм.
Перед отделом вооружений стояла серьёзная задача. Для уверенного поражения новых эсминцев противника разрушительного действия 14-кг 102-мм снаряда было совершенно недостаточно (по сравнению с 45-кг снарядом 152-мм установки). Решить проблему можно было, только обеспечив возможно большую плотность огня, для чего требовалось разместить на корабле как можно больше орудий, что при использовании одиночных станков вызывало массу трудностей. Выход из положения появился после создания трёхорудийного лафета под 102-мм орудие, что теоретически позволяло без труда разместить достаточно мощную противоминную батарею. Первоначально в новой установке предполагалось использовать скорострельные 102-мм орудия типа MK.V, однако эта во всех отношениях удачная артсистема плохо совмещалась с оборудованием управления стрельбой. Отказываться от системы центральной наводки противоминного калибра по этой причине в Адмиралтействе посчитали неразумным, и Mk.V было решено заменить на модель Mk.VIII того же калибра. Эта артсистема значительно лучше сочеталась с оборудованием управления стрельбой, правда её надёжность уступала Mk.V. Первый морской лорд был за принятие Mk.VIII, но отдел вооружений предложил создать новое орудие, взяв ствол от Mk.V, а затвор — от Mk.VIII. Эта идея была одобрена в апреле 1915 года, и в качестве орудия на строенный лафет попали Mk.lX. Тройной лафет, получивший обозначение T.I-MK.I, обеспечивал трём своим орудиям независимое наведение по вертикали (угол возвышения 30°, склонения — 10°). При угле возвышения 30° дальность стрельбы 10-кг выстрелом составляла 12 344 м (66,5 кбт). Установка оказалась неудачной — она требовала увеличенного до 32 человек обслуживающего персонала (для сравнения — башню ГК обслуживали 64) и, не имея силового привода при собственном весе 17,5 т, была очень неповоротливой. Теоретически её скорострельность составляла 10 — 12 выст./мин на ствол, однако на практике темп стрельбы среднего орудия оказался заметно ниже, поскольку его прислуге мешали расчёты боковых орудий.
Всего на «Ринауне» и «Рипалсе» разместили по пять таких установок, причём их расположение нужно признать удачным — две установки побортно на платформе боевой рубки достаточно высоко над палубой полубака, вне зоны действия пороховых газов носовых орудий ГК при стрельбе за траверз; три остальные — в диаметральной плоскости: одна между кормовой трубой и грот-мачтой, две другие на кормовой надстройке линейно-возвышенно. Кроме строенных установок, каждый корабль получил ещё по два орудия той же модели Mk.lX на одиночных станках CP.I — по краям от носовой надстройки, сразу за башней ГК «В». Подобная схема размещения противоминной артиллерии обеспечивала хорошее распределение огня, что отчасти компенсировало неповоротливость установок.
Стрельба противоминной артиллерии контролировалась двумя приборами управления стрельбой, один из которых находился на платформе фок-мачты, под постом управления стрельбой главного калибра, а другой — на грот-мачте.

### Зенитное вооружение

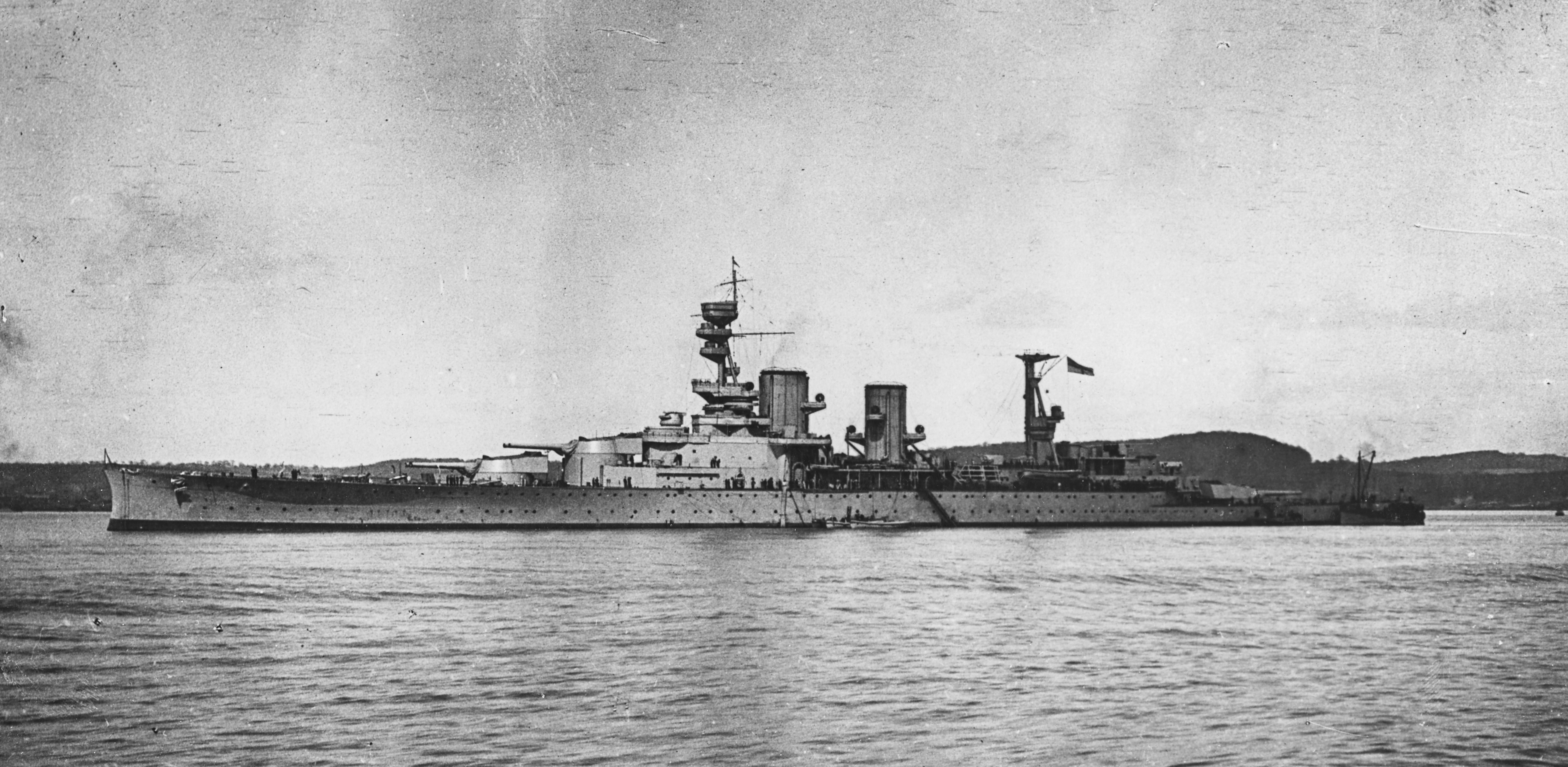

Две 76-мм пушки образца Mk.I длиной канала ствола 20 калибров, боекомплект 150 выстрелов на ствол. Обе 76-мм зенитки были установлены на палубе надстройки по бокам от второй дымовой трубы. Зенитный дальномер с базой 2 м стоял на грот-мачте, поверх поста управления стрельбой 102-мм артиллерии.

### Энергетическая установка
Выполнена по типу линейного крейсера «Tiger».
Форсированная мощность 120 WPS при 275 об/мин.
Турбины системы Brown-Curtis изготовлялись заводами фирм строителя. Турбинные агрегаты были расположены в двух турбинных отделениях, в каждом по две турбины высокого давления в общем корпусе (одна переднего хода, другая — заднего), действующие на внешние валы и по две турбины низкого давления в общем корпусе (также переднего и заднего хода), действующие на внутренние валы.
42 водотрубных (с широкими трубками) котла Бабкока и Вилькокса (Babcock-Wilcox), с рабочим давлением 16,5 ат. и максимальным 20 ат. Котлы размещались в 6 машинных отделения: 3 — в отделении «А», 7 — в отделении «И», остальные располагались по 8 котлов в остальных отделениях. Суммарная нагревательная поверхность 14 604 м².
15 августа 1916 года выполняя программу заводских испытаний с одновременным переходм в Портсмут, ЭУ корабля развила форсированную мощность 125 000 л. с.
Запас топлива 4273 тонн нефти и 104 тонн угля.
Палубы не были обшиты деревом.
Три 7,37 тонных якоря без штока (два носовых и одни запасной) и один 3,05 тонный кормовой.

## Служба в составе Гранд-флита
Фактически сразу с 10 ноября 1916 по 29 января 1917 прошёл модернизацию (увеличение бронирования палуб — установили 550 тонн)на верфи в Розайт.

### Первая мировая война
«Рипалс» вошёл в состав 1-й эскадры линейных крейсеров Гранд-флита, заменил «Лайон» и стал вместо него флагманским кораблём. С сентября 1917 по март 1918 он являлся флагманским кораблём как 1-й эскадры линейных крейсеров, так и всего Гранд-флита (чередуясь с «Ринауном»).
17 ноября 1917 принял участие в бою у Гельголанда.
Выпустил 54 снаряда — попав одним в лёгкий крейсер «Кёнигсберг — II». Затем попал под обстрел линкоров «Кайзер» и «Кайзерин» попаданий не получил и вышел из боя за счёт скорости хода.

Корабль один из первых получил стартовую платформу для запусков самолётов.
На башне «В» была сооружена площадка (широкая платформа длиной более 15 м), с которой 1 октября 1917 года командир эскадрильи майор Рутланд (Rutland) успешно поднял в воздух самолёт «Sopwith Pup». Вторая такая же платформа была сооружена поверх башни «Y». Корабль был вооружён двумя самолётами — «Струттер» («В») и «Сопвич Кэмел» («Y»).
В 1917 году был оборудован спасательными плотами системы Carley.
К концу войны корабль имел 8 914-мм боевых прожекторов.
В июле 1918 года было решено перевести корабль на военно-морскую верфь в Портсмут, где предполагалось установить на него броневые плиты с «Alvirante Cochrane».

### Между войнами
В декабре 1918 года корабль был подвергнут модернизации в доке:
1. Наделка булей; от 31-го до 296-го шпангоута. Були наполнялись герметическими пустотелыми трубами. Увеличение ширины корабля на 3,5 м потребовало удлинения грузовых стрел на 1,22 м. В нескольких местах на булях установили привальные брусья.
2. Усиление бронирования: установка нового 229-мм главного броневого пояса (вместо 152-мм, который был перемещён на уровень выше, между главной и верхней палубами), установили дополнительный 102-мм броневой траверз, который, начинаясь от борта, огибал с кормы барбет башни «Y» и заканчивался у противоположного борта. Над погребами боезапаса толщину палубы довели до 76 мм (добавили 25 мм брони).
3. На верхней палубе попарно установили 4 533-мм сдвоенных торпедных аппарата (16 торпед).
4. Демонтаж взлётных платформ с башен.
5. Установили 3 дальномера с базой 9,14 м (один — в задней части орудийной башни «А» (дополнительно к имеющемуся с базой 4,57 м), второй — в башне «Y» (вместо старого с базой 4,57 м), третий — во вращающемся бронированном посту управления огнём главного калибра на боевой рубке (дополнительно к имеющемуся с базой 4,57 м).

Смонтировали дополнительные турбогенераторы. Палубу бака до шпилей и открытую часть кормовой палубы покрыли деревянным настилом.
В результате реконструкции водоизмещение увеличилось на 4500 тонн, осадка на 0,3 метра. В январе 1921 года крейсер вернулся в строй. Стоимость работ оценивалась в 860 684 фн.ст.
С 4 по 9 февраля 1922 года в Средиземном море участвовал в манёврах.
В 1925 году принц Уэльский совершил поездку на этом корабле в Южную Африку и Южную Америку. После возвращения крейсер был выведен из состава действующего флота для проведения текущего ремонта с ноября 1925 года до июля 1926 года.
Апрель 1933 года — май 1936 года модернизация в Портсмуте.
1. Усиление бронирования: установка дополнительной палубной брони над МО (верхний слой (из трёх имеющихся, толщина всех-25мм) заменили плитами из нецементированной брони толщиной 95 мм), два верхних слоя над машинным отделением заменили нецементированными плитами толщиной 63 мм, по бокам от машинных отделений, между верхней кромкой скоса главной палубы и стеной борта, в горизонтальной плоскости дополнительно уложили нецементированные плиты толщиной 89 мм, в носовой части корпуса, над погребами 102-мм орудий и боеголовок торпед имевшиеся 44-мм плиты на уровне нижней палубы заменили на 89-мм плиты из нецементированной брони.
2. Установка поперечной палубной катапульты жёсткого типа (не вращающаяся) и двух ангаров для самолётов (между грот-мачтой и второй трубой (на месте снятой трёхствольной 102-мм артустановки)), всего корабль мог принять 4 самолёта: 1 на катапульту и по одному в каждый ангар и 1 на палубу («Суордфиш TSR» или амфибии «Волрус»). В носу корабля под ВЛ был оборудован танк для авиационного топлива (ранее на корабле были размещены транспортабельные и выбрасываемые при необходимости ёмкости).
3. С крейсера сняли носовые подводные торпедные аппараты и бронированный пост управления их огнём.
4. На крыльях платформы побортно смонтировали по одному пеленгатору «Эвершед», с мостика сняли дальномеры с базой 2,74 м (их перенесли на нижний мостик), а вместо них установили два дальномера с базой 3,65 м.
5. Зенитное вооружение состояло:

8 универсальных 102-мм орудий: из них 4 орудия «Mk.IX» были установлены на одиночных лафетах «Mk.I» и «Mk.II» — два на крышах авиационных ангаров по бокам от второй дымовой трубы и два — на специально устранённых спонсонах на палубе бака.
4 других орудия «Мк. XV» смонтировали на двух спаренных установках универсального огня типа «Mk.XVII». Они были размещены на специальных платформах кормовой надстройки, по бокам грот-мачты.
2 8-ствольных установки «Pom-Pom Mk.VI» были размещены на специальных площадках платформы боевой рубки (побортно), в этом же месте но выше (на сигнальной палубе) установили 2 4-ствольных лафета «Mk.II» с 12,7 мм пулемётами «Mk.III».
После окончания работ крейсер 31 января 1936 года провёл ходовые испытания на которых развил скорость 28,36 узла при мощности турбин на валах 112400 л. с. Эта модернизация обошлась казне в 1 377 748 фн.ст.
8 июня 1936 года перешёл из Портсмута в Средиземное море в состав эскадры линейных крейсеров Средиземноморского флота, где находился по сентябрь 1938 года. В конце 1936 года перевёз около 500 беженцев с островов Пальма и Майорка в Марсель.
C 1938 по апрель 1939 года крейсер на верфи в Портсмуте.

В 1940 году (вероятнее всего, летом, после окончания Норвежской кампании) кормовую трёхствольную противоминную 102-мм орудийную установку на спардеке заменили третьим 8-ствольным зенитным автоматом «пом-пом».
С июня по август 1941 года корабль находился в ремонте на верфи в Клайде. На нём установили РЛС типа 284 для управления стрельбой главного калибра. На борта корпуса и надстройки нанесли светло-серый и тёмно серый камуфляж.

Из-за частых переделок, ремонтов и т. п., производившихся на «Рипалс» и однотипном «Ринаун», оба получили на флоте прозвища «Ребилд» и «Рипейр» (англ. rebuild and repair — перестройка и переделка).

### Вторая мировая война
30 августа 1941 года вышел из Клайда в составе эскорта конвоя, направлявшегося вокруг Африки в Индокитай. 3 октября прибыл в Дурбан. 28 ноября встретил в Коломбо пришедший из Клайда линкор «Принц Уэльский».
2 декабря соединение «Z» в составе: линкор «Принц Уэльский», крейсер «Рипалс» эсминцы «Электра», «Экспресс», «Тендос» и «Вампир», прибыло в Сингапур.

### Последний бой
9 декабря:
- 17:20 — соединение «Z» было обнаружено японской летающей лодкой;
- 20:15 — взят курс на Сингапур.

10 декабря:
- 11:15 — в «Рипалс» попала первая бомба за второй дымовой трубой в ангар по левому борту рядом с катапультой, разорвавшись в отсеке «F» котельного отделения; корабль продолжал двигаться со скоростью 26 узлов.
- 12:22 — в кормовую оконечность корабля попала первая торпеда, выведя из строя рулевое управление. Менее чем за 5 минут в корабль попали ещё четыре торпеды: три — в левый борт (две — напротив башни «Y», одна — в районе фок-мачты) и одна в правый в середине корабля.
- 12:30 — корабль погружался вертикально носом вверх. (По другим данным, в 12:33 после достижения крена 60° — перевернулся)

Эсминцам эскорта удалось спасти с «Рипалса» 796 человек (включая капитана Теннанта). Погибли 513 моряков. Место гибели: 3°45´ с. ш. 104°24´ в. д.

## Останки
Затонувший линейный крейсер находится на глубине около 55 метров в точке с координатами 3°36’59"N 104°20’1"Е. В мае 2007 года обломки были детально изучены дайверами в ходе экспедиции «JOB 74». Корабль находится на дне почти строго вверх килем. Останки крейсера под действием течений с левого борта занесены песком и донными отложениями, в то время как правый борт выступает над уровнем дна настолько, что местами видны ушедшие в дно надстройки, подвергшиеся при затоплении разрушению. В районе второй дымовой трубы, в правом борту, хорошо просматривается дыра во внешней обшивке (размером 6*4 метра) — след от единственного торпедного попадания в правый борт.
Хотя ещё в 2002 году останки линейного крейсера «Рипалс» (наряду с останками линкора «Принц Уэльский»), согласно решению британских властей, получили статус воинского захоронения, примерно с 2012 года они подвергаются разорению со стороны нелегальных сборщиков металлолома. Последние, с целью разрушения лежащего на дне корпуса линейного крейсера, используют, в том числе, взрывчатые вещества. Пользуясь относительно небольшой глубиной залегания, удобным (с точки зрения доступности) местоположением, отсутствием надзора и фактической невозможностью действенно наказать за подобные действия в отношении воинских захоронений (согласно малайзийским законам за такие действия предусмотрен лишь денежный штраф), нелегальные сборщики металлолома нанесли лежащим на дне останкам британских военных кораблей значительный ущерб («Рипалс», в частности, полностью лишился гребных винтов). Кроме того, незаконно поднятые с затонувших кораблей артефакты попадают на аукционы.